# Sarchí (cantão)
Sarchí é um cantão da Costa Rica, situado na província de Alajuela. Limita ao norte com San Carlos, ao sul com Grecia e Poás, ao leste com Alajuela e Poás, e ao oeste com Zarcero e Naranjo. Sua capital é a cidade de Sarchí Norte. Possui uma área de 120,25 km² e sua população está estimada em 21.235 habitantes.

## Divisão política
Atualmente, o cantão de Sarchí possui 5 distritos:
|   | Nome do Distrito |
| - | ---------------- |
| 1 | Sarchí Norte     |
| 2 | Sarchí Sur       |
| 3 | Toro Amarillo    |
| 4 | San Pedro        |
| 5 | Rodríguez        |